# Dècada del 940

## Esdeveniments
- Guerra entre Rus i l'Imperi Romà d'Orient
- Els tolteques ocupen Teotihuacan i dominen tot Mèxic
- Borrell II esdevé comte d'Urgell
- La població mundial assoleix els 250 milions

## Personatges destacats
- Agapit II
- Borrell II
- Esteve VIII
- Lluís IV de França
- Marí II
- Otó I, emperador romanogermànic